# Eurycope canariensis
Eurycope canariensis es una especie de crustáceo isópodo marino de la familia Munnopsidae.

## Distribución geográfica
Es endémica de las islas Canarias (España).